# 沉默之槍
《沉默之槍》（英語：The Silent Gun），幻華娛樂有限公司製作第1部影視作品，改編自臺灣推理小說作家既晴收錄在《城境之雨》裡同名短篇作品〈沉默之槍〉，由同是臺灣推理小說作家及編劇哲儀著手撰修劇本，亦是臺灣偵探作品首次影視改編。2019年11月5日創立官方臉書粉絲專頁。2019年11月29日開鏡，拍攝期為2019年11月30日至12月11日殺青。2020年10月25日晚間十點於公視主頻公共電視人生劇展首播。

## 播出時間

### 首播
| 頻道     | 所在地 | 首播日期       | 播放時間  |
| -------- | ------ | -------------- | --------- |
| 公視主頻 | 臺灣   | 2020年10月25日 | 週日22:00 |

## 故事大綱
偵探張鈞見接受宋采珮的委託，調查她的兒子宋家豪，因為他在房間裡藏了一把槍。張鈞見發現，曾經熱心公益、投身服務性社團的宋家豪，近來很可能是迷上傳播妹溫欣敏，才加入了幫派。同時，宋家豪卻又與一名身分不明的男子碰面，行跡詭異。張鈞見愈是深入調查，發現秘密持有手槍的宋家豪，行動之謎深不可測，而且愈來愈危險。張鈞見必須採取行動。

## 演員陣容

### 主要角色
| 演員   | 角色   | 介紹 |
| 黃文星 | 張鈞見 | 本劇男主角，35歲，徵信社調查員偵探。「世界上最複雜的謎團是人心。」是他調查案件時的座右銘。跟他總在出差、永遠不在辦公室的老闆不同，比起豐厚的酬金，他更關心案件的真相。他的個性開朗、溫煦，常依據案件關係人的性格，藉各種茶飲來卸除對方的心房，從而探得線索。而在面對暴力之際，他也會瞬間改變暖男的那一面，強韌地對抗，絕不屈服。 |
| 林暉閔 | 宋家豪 | 男，18歲，高三生。是個獻身公益、積極參與服務性社團的熱血少年，夢想是出國環遊世界，擔任無國界義工。父親原是刑警，在他童年時因一次臥底行動失敗而早逝，此後即與母親宋采佩相依為命。他頭腦聰穎、心思細膩，深知采佩的辛苦，盡可能不讓母親操心。然而，因采佩長年忙於家計，母子漸行疏離，最終走上黑道路誤入歧途。                       |
| 伊正   | 馬國航 | 男，50歲，心理系教授，知名學者，也是欣敏的導師，張鈞見之調查對象。在對欣敏的性侵疑案爆發後，他被社會輿論指為狼師，為自證清白，多次澄清並不願請辭教職。 |
| 梁舒涵 | 溫欣敏 | 女，22歲，心理系大四生，也是個在網路上教人韓式美妝的人氣網紅。父不詳，自幼年開始，記憶中只有母親不斷地帶著她，在各式各樣的渣男之間來來去去，只為餬口。她靠著打工、接外拍、網紅活動，設法求得經濟獨立，卻在複雜社會的金錢誘惑下迷失了自我。因昔日接近母親的男人，目的全是騙財騙色，她因而認定男人都不可信任，只能利用。           |
| 林真亦 | 雪兒   | 女，23歲，經常流連夜店的傳播妹。 性格開朗，喜歡打抱不平的她，在夜店內救出被男人糾纏的欣敏，兩人因而結識，很快地成為閨蜜。當家豪不在欣敏身邊時，雪兒便會去陪伴、鼓勵她、並且主動關心、保護欣敏，但也因此知道了更多欣敏的秘密。 |
| 黃采儀 | 宋采珮 | 女，45歲，家豪的母親。丈夫已逝，與家豪兩人相依為命。她的工作是電子廠的輪班作業員，生活作息不規律，與愈來愈獨立的家豪相處的時間愈來愈少，母子裡人的關係也日漸疏遠。 |

### 其他角色
| 演員   | 角色   | 介紹 |
| 傅子純 | 呂益強 | 男，36歲，台北市刑警大隊刑警。性格冷靜優雅、才智過人，曾破獲多起重大刑案，是警界備受期待的明日之星，因辦案過程中不時與張鈞見相遇，兩人棋逢對手，亦敵亦友，並經常私下互通情報，一同破案。 |
| 林真亦 | 馬如紋 | 徵信社秘書。張鈞見的同事。 |
| 王俞翔 | 王俊成 | 宋家豪的高中同學。 |
| 陳禹豪 | 徐睿青 | 市議員之兒子。 |
| 張煥麟 | 龍哥   | 男，50歲，牛埔幫白堂堂主。經營酒店、賭場生存，喜怒不形於色，行事凶狠無情，黑白兩道均得對他忌憚三分，對外界警察毫無臣服之心。                                                             |
| 林木榮 | 旺哥   | 黑道老大。 |
| 蔣品   | 侯孟元 | 幫派份子。 |
| 高㳬銘 | 手下   | 幫派份子。 |
| 林嫣   | 手下   | 幫派份子。 |

## 電視節目的變遷
- 官方网站
- 沉默之槍的Facebook專頁

| 公視主頻 週日22:00~23:30      | 公視主頻 週日22:00~23:30  | 公視主頻 週日22:00~23:30 |
| ----------------------------- | ------------------------- | ------------------------ |
|                               | 沉默之槍 （2020.10.25）   |                          |
| 陽光電台不打烊 （2020.10.18） | 人生清理員 （2020.11.01） |                          |